# Médonville
Médonville est une commune française située dans le département des Vosges, en région Grand Est.

## Géographie

### Localisation
Le territoire de la commune est limitrophe de ceux de six communes :
| Gendreville                          |            | Malaincourt |
| Outremécourt (Haute-Marne)           | Médonville |             |
| Soulaucourt-sur-Mouzon (Haute-Marne) | Urville    | Aingeville  |

### Géologie et relief
La superficie de la commune est de 7,27 km2 ; son altitude varie de 316  à   491 mètres.

### Hydrographie et les eaux souterraines

#### Réseau hydrographique
La commune est située dans le bassin versant de l'Anger au sein du bassin versant de la Meuse et plus largement au sein du bassin Rhin-Meuse. Elle est drainée par l'Anger,:
Territoire communal : Occupation du sol (Corinne Land Cover); Cours d'eau (BD Carthage),
Géologie : Carte géologique; Coupes géologiques et techniques,
 Hydrogéologie : Masses d'eau souterraine; BD Lisa; Cartes piézométriques.
L'Anger, d'une longueur totale de 27,9 km, prend sa source dans la commune de Dombrot-le-Sec et se jette  dans le Mouzon en limite de Circourt-sur-Mouzon et de Pompierre, après avoir traversé onze communes.
Deux captages existent sur la commune : "La Rochotte" Fontaine des morts, Source Retaumont.
Une étude relative aux aménagements hydrauliques et environnementaux du bassin de la Meuse amont, incluant Médonville, a été réalisée.

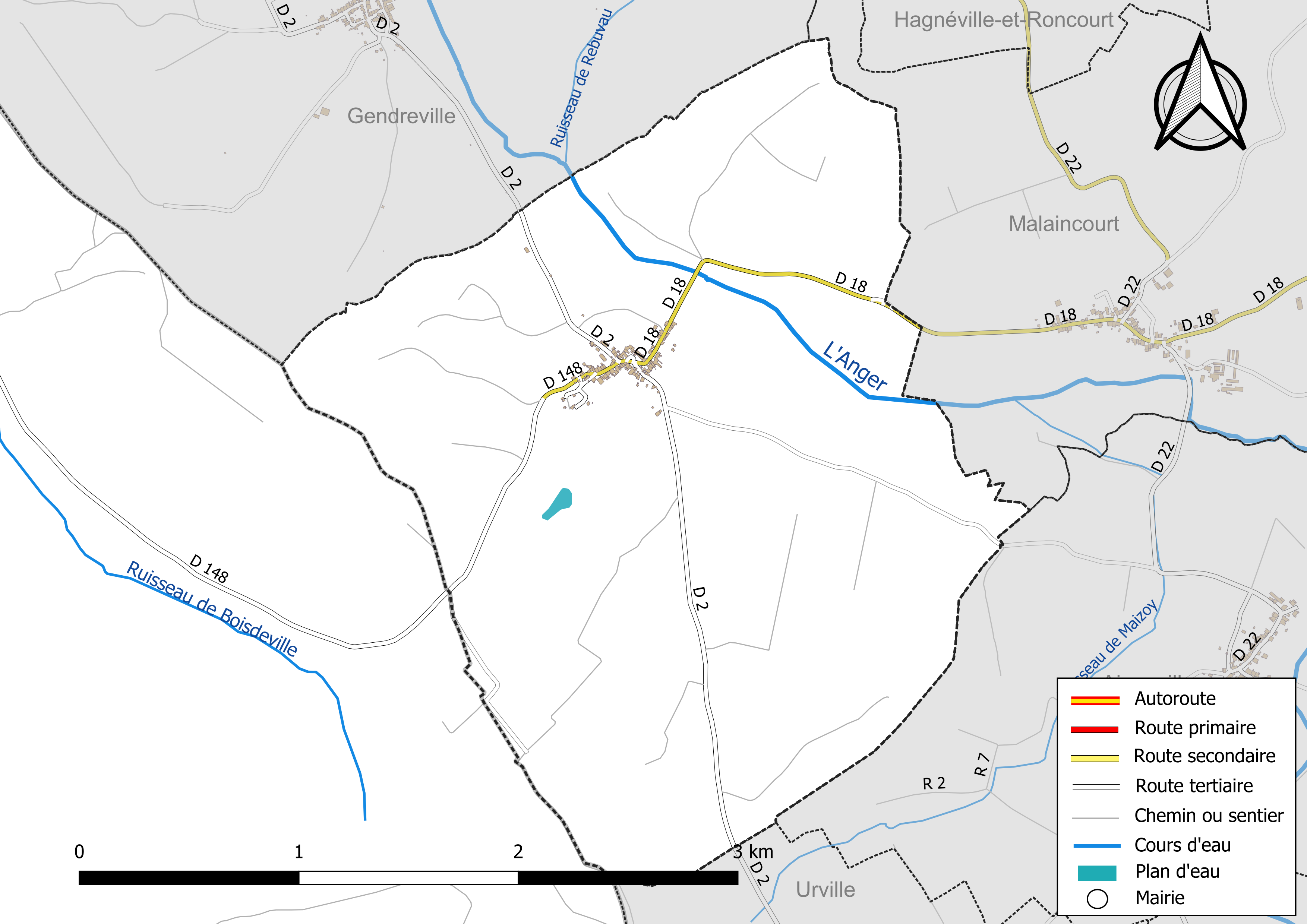
Réseaux hydrographique et routier de Médonville.

#### Gestion et qualité des eaux
Le territoire communal est couvert par le schéma d'aménagement et de gestion des eaux (SAGE) « Nappe des Grès du Trias Inférieur ». Ce document de planification, dont le territoire comprend le périmètre de la zone de répartition des eaux de la nappe des Grès du trias inférieur (GTI), d'une superficie de 1 497 km2,  est en cours d'élaboration. L’objectif poursuivi est de stabiliser les niveaux piézométriques de la nappe des GTI et atteindre l'équilibre entre les prélèvements et la capacité de recharge de la nappe. Il doit être cohérent avec les objectifs de qualité définis dans les SDAGE Rhin-Meuse et Rhône-Méditerranée. La structure porteuse de l'élaboration et de la mise en œuvre est le conseil départemental des Vosges.
La qualité des eaux de baignade et des cours d’eau peut être consultée sur un site dédié géré par les agences de l’eau et l’Agence française pour la biodiversité.

### Climat
Pour des articles plus généraux, voir Climat du Grand Est et Climat des Vosges.
En 2010, le climat de la commune est de type climat de montagne, selon une étude du Centre national de la recherche scientifique s'appuyant sur une série de données couvrant la période 1971-2000. En 2020, Météo-France publie une typologie des climats de la France métropolitaine dans laquelle la commune est exposée à un climat océanique altéré et est dans la région climatique  Lorraine, plateau de Langres, Morvan, caractérisée par un hiver rude (1,5 °C), des vents modérés et des brouillards fréquents en automne et hiver. 
Pour la période 1971-2000, la température annuelle moyenne est de 9,5 °C, avec une amplitude thermique annuelle de 16,9 °C. Le cumul annuel moyen de précipitations est de 996 mm, avec 13,3 jours de précipitations en janvier et 9,3 jours en juillet. Pour la période 1991-2020, la température moyenne annuelle observée sur la station météorologique de Météo-France la plus proche, « St Ouen-lès-Parey_sapc », sur la commune de Saint-Ouen-lès-Parey à 5 km à vol d'oiseau, est de 10,0 °C et le cumul annuel moyen de précipitations est de 806,8 mm. 
La température maximale relevée sur cette station est de 39,4 °C, atteinte le 25 juillet 2019 ; la température minimale est de −22 °C, atteinte le 20 décembre 2009,,. 
Les paramètres climatiques de la commune ont été estimés pour le milieu du siècle (2041-2070) selon différents scénarios d'émission de gaz à effet de serre à partir des nouvelles projections climatiques de référence DRIAS-2020. Ils sont consultables sur un site dédié publié par Météo-France en novembre 2022.

## Urbanisme

### Typologie
Au 1er janvier 2024, Médonville est catégorisée commune rurale à habitat dispersé, selon la nouvelle grille communale de densité à sept niveaux définie par l'Insee en 2022.
Elle est située hors unité urbaine. Par ailleurs la commune fait partie de l'aire d'attraction de Vittel - Contrexéville, dont elle est une commune de la couronne,. Cette aire, qui regroupe 72 communes, est catégorisée dans les aires de moins de 50 000 habitants,.

### Occupation des sols
L'occupation des sols de la commune, telle qu'elle ressort de la base de données européenne d’occupation biophysique des sols Corine Land Cover (CLC), est marquée par l'importance des territoires agricoles (57,5 % en 2018), en diminution par rapport à 1990 (61,8 %). La répartition détaillée en 2018 est la suivante : 
prairies (51,4 %), forêts (39 %), terres arables (6,1 %), zones urbanisées (3,4 %), zones agricoles hétérogènes (0,1 %). L'évolution de l’occupation des sols de la commune et de ses infrastructures peut être observée sur les différentes représentations cartographiques du territoire : la carte de Cassini (XVIIIe siècle), la carte d'état-major (1820-1866) et les cartes ou photos aériennes de l'IGN pour la période actuelle (1950 à aujourd'hui).

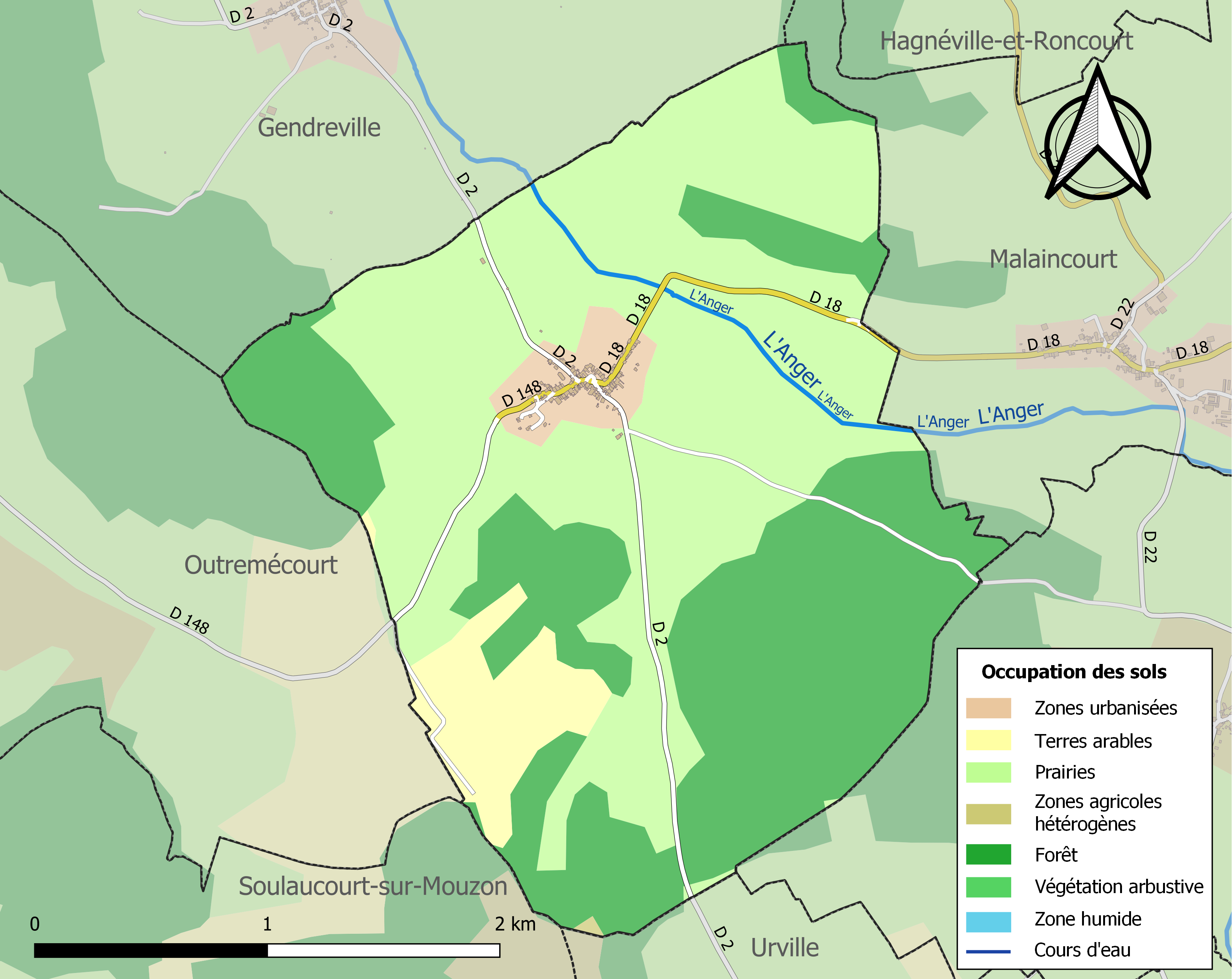
Carte des infrastructures et de l'occupation des sols de la commune en 2018 (CLC).

### Voies de communications et transports

#### Voies routières
- Autoroute A31 : Échangeurs Bulgnéville, Robécourt, Châtenois.

#### Transports en commun
- Fluo Grand Est.
- Le Transport à la Demande proposé par la Communauté de Communes de Bulgnéville entre Xaintois et Bassigny[19].

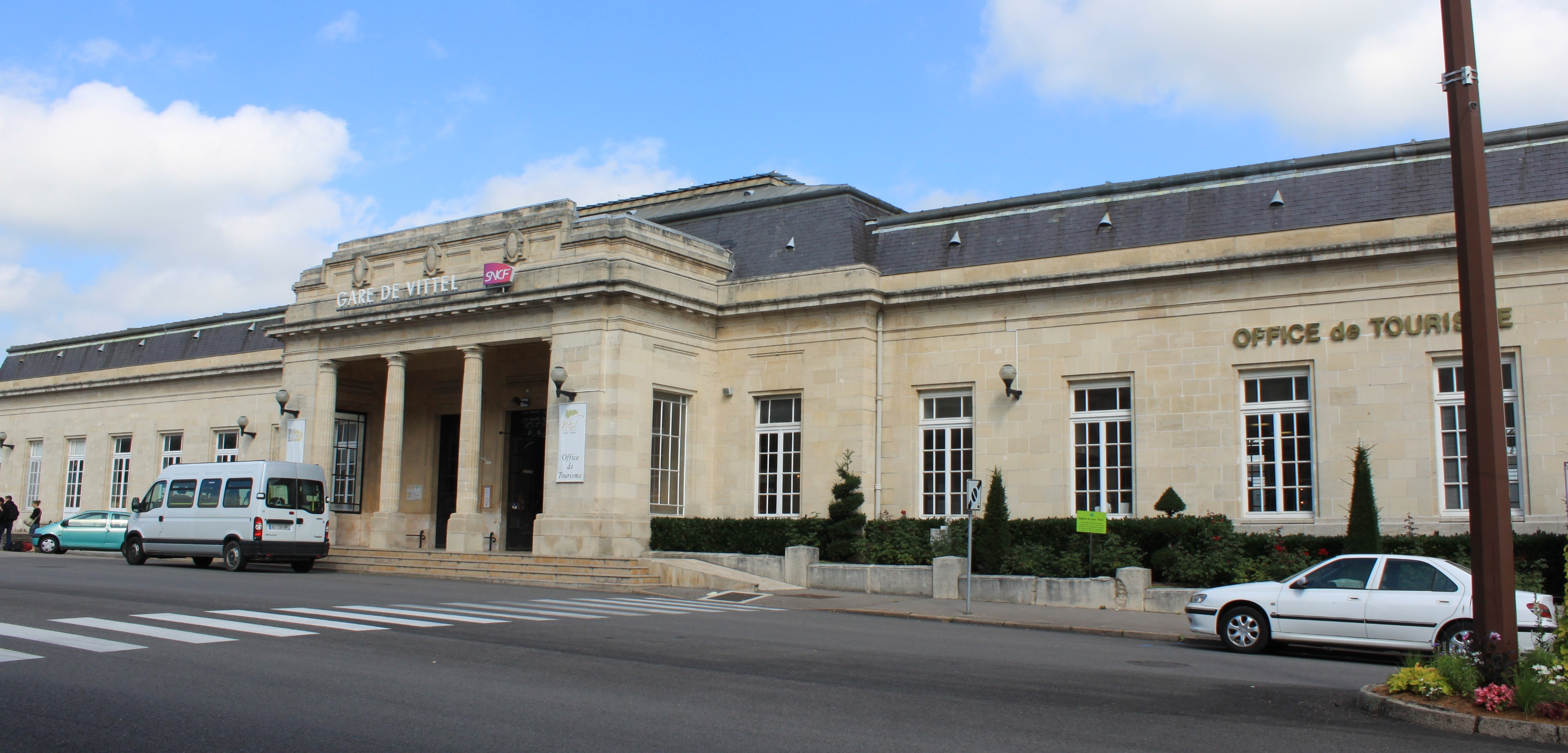
Gare de Vittel.

- Les gares SNCF les plus proches sont :
  - la Gare de Contrexéville,
  - la Gare de Vittel,
  - la Gare de Neufchâteau,
  - la Gare de Merrey.

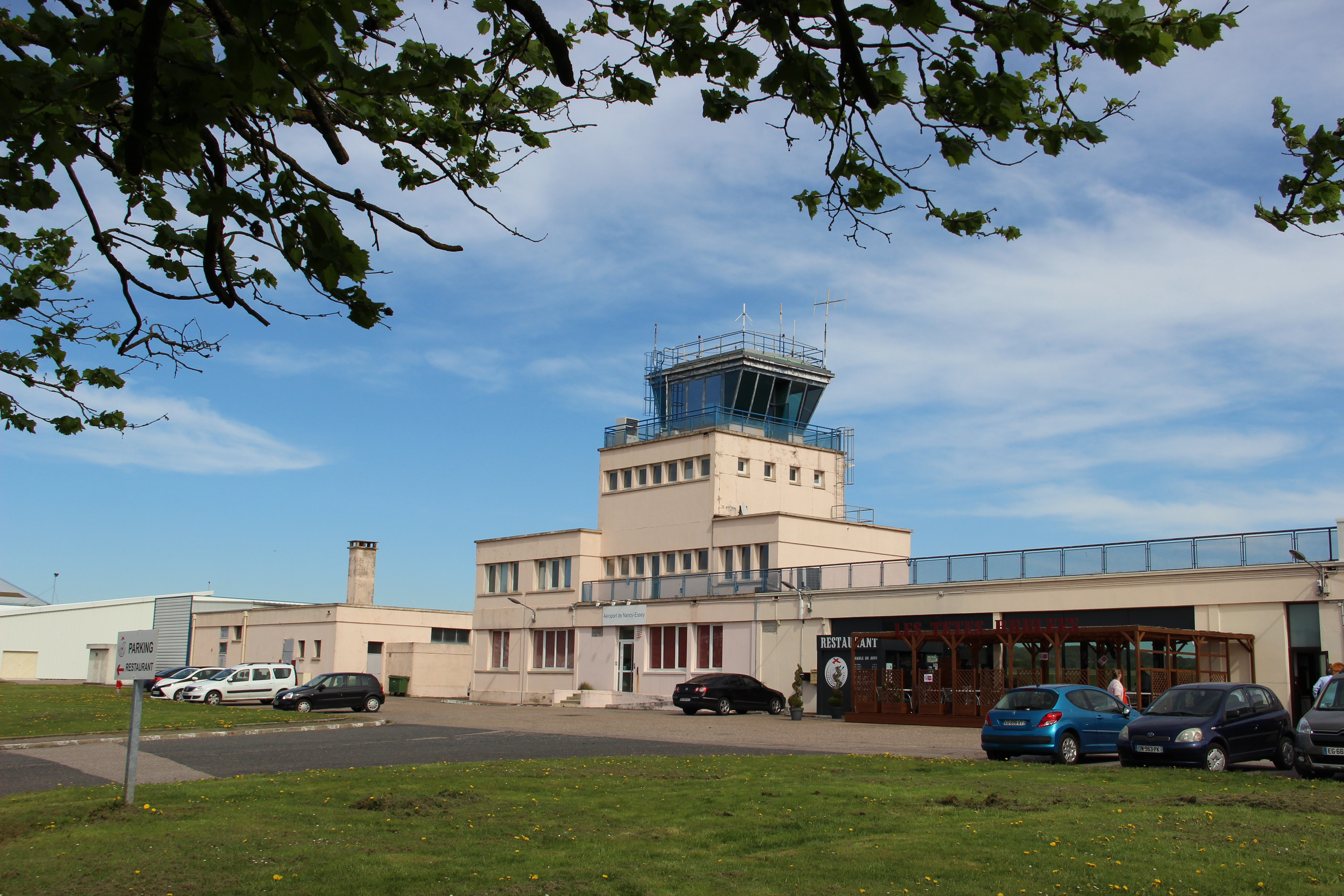
Aéroport de Nancy-Essey.

- Les aéroports les plus proches sont :
  - l'Aéroport d'Épinal-Mirecourt,
  - l'Aérodrome de Langres - Rolampont,
  - l'Aéroport de Nancy-Essey,
  - l'Aéroport de Metz-Nancy-Lorraine,
  - l'Base aérienne 128 Metz-Frescaty.

### Risques naturels et technologiques
La commune est classée en zone de sismicité très faible,.

## Toponymie
Le nom de la localité est attesté sous les formes Eccl. Madonis villæ (1044) ; Eccl. Modonisville (1188) ; Mendunville (1256) ; Medonville (1259) ; Medonvilla (1402) ; Medoville (1484).

## Histoire
La terre de Médonville, Medonisvilla, faisait partie de l'ancien duché de Bar.
Elle dépendait de la baronnie de Beaufremont. Il est fait mention de Médonville dans la confirmation des biens du prieuré de Deuilly par Pierre de Brixey, évêque de Toul, en 1188.
La commune de Médonville a considérablement souffert du siège de la Mothe, dont elle n'est éloignée que de trois kilomètres.
Au spirituel, Médonville était du patronage de l'abbé de Saint-Epvre, qui percevait les deux tiers des dîmes, l'autre tiers étant au curé.
La tour et le chœur de l'ancienne église, parfaitement conservés, datent de l'époque romane. L'église actuelle a été construite en 1868.
En 1855 furent édifiées la mairie et les écoles.

## Politique et administration
| Période                                  | Période    | Identité               | Étiquette | Qualité |
| ---------------------------------------- | ---------- | ---------------------- | --------- | ------- |
| Les données manquantes sont à compléter. |            |                        |           |         |
| mars 2001                                | avril 2014 | Marie-Cécile Benneleck |           |         |
| avril 2014                               | En cours   | Patricia Pech          |           |         |

### Budget et fiscalité 2022

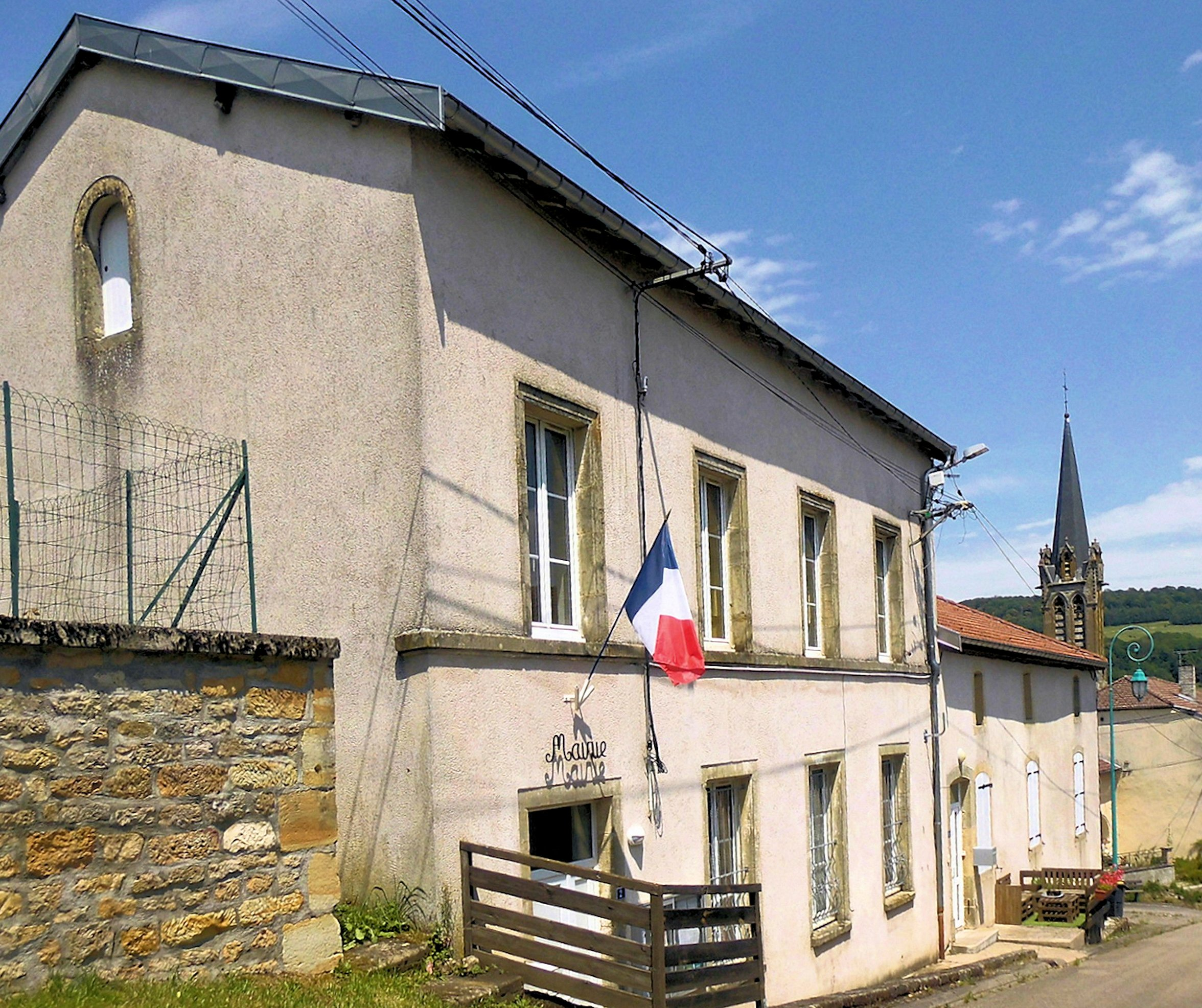
La mairie.

En 2022, le budget de la commune était constitué ainsi :
- total des produits de fonctionnement : 131 000 €, soit 1 774 € par habitant ;
- total des charges de fonctionnement : 69 000 €, soit 929 € par habitant ;
- total des ressources d'investissement : 50 000 €, soit 677 € par habitant ;
- total des emplois d'investissement : 28 000 €, soit 381 € par habitant ;
- endettement : 28 000 €, soit 378 € par habitant.

Avec les taux de fiscalité suivants :
- taxe d'habitation : 15,95 % ;
- taxe foncière sur les propriétés bâties : 33,87 % ;
- taxe foncière sur les propriétés non bâties : 18,69 % ;
- taxe additionnelle à la taxe foncière sur les propriétés non bâties : 38,75 % ;
- cotisation foncière des entreprises : 17,02 %.

Chiffres clés Revenus et pauvreté des ménages en 2021 : médiane en 2021 du revenu disponible, par unité de consommation.

## Équipements et services publics

### Enseignement
Les établissements d'enseignement les plus proches :
- École maternelle et élémentaire : Saint-Ouen-lès-Parey, Vrécourt, Saulxures-lès-Bulgnéville
- Collèges : Bourmont, Châtenois, Contrexéville.
- Lycées : Contrexéville, Neufchâteau.

### Santé
Les professionnels et établissements de santé les plus proches sont à Contrexéville.

## Population et société

### Démographie
L'évolution du nombre d'habitants est connue à travers les recensements de la population effectués dans la commune depuis 1793. Pour les communes de moins de 10 000 habitants, une enquête de recensement portant sur toute la population est réalisée tous les cinq ans, les populations de référence des années intermédiaires étant quant à elles estimées par interpolation ou extrapolation. Pour la commune, le premier recensement exhaustif entrant dans le cadre du nouveau dispositif a été réalisé en 2005.

En 2022, la commune comptait 54 habitants, en évolution de −41,94 % par rapport à 2016 (Vosges : −2,96 %, France hors Mayotte : +2,11 %).
| 1793 | 1800 | 1806 | 1821 | 1831 | 1836 | 1841 | 1846 | 1856 |
| ---- | ---- | ---- | ---- | ---- | ---- | ---- | ---- | ---- |
| 508  | 576  | 618  | 557  | 559  | 545  | 535  | 523  | 444  |

| 1861 | 1866 | 1876 | 1881 | 1886 | 1891 | 1896 | 1901 | 1906 |
| ---- | ---- | ---- | ---- | ---- | ---- | ---- | ---- | ---- |
| 468  | 455  | 390  | 340  | 300  | 293  | 305  | 290  | 287  |

| 1911 | 1921 | 1926 | 1931 | 1936 | 1946 | 1954 | 1962 | 1968 |
| ---- | ---- | ---- | ---- | ---- | ---- | ---- | ---- | ---- |
| 261  | 230  | 220  | 202  | 203  | 204  | 172  | 150  | 137  |

| 1975 | 1982 | 1990 | 1999 | 2005 | 2006 | 2010 | 2015 | 2020 |
| ---- | ---- | ---- | ---- | ---- | ---- | ---- | ---- | ---- |
| 116  | 108  | 84   | 84   | 78   | 77   | 68   | 86   | 61   |

| 2022 | - | - | - | - | - | - | - | - |
| ---- | - | - | - | - | - | - | - | - |
| 54   | - | - | - | - | - | - | - | - |

### Cultes
- Culte catholique dépendant de La paroisse "Saint-Basle-de-la-Plaine"[34], dans la nouvelle église Notre-Dame au centre du village[35],[36].

## Économie

### Entreprises et commerces

#### Agriculture
- Culture de légumes, de melons, de racines et de tubercules.
- Élevage d'ovins et de caprins.
- Exploitation forestière.

#### Tourisme
- Hébergements et restauration à Bulgnéville, Contrexéville, Châtenois, Doncourt-sur-Meuse.

#### Commerces
- Commerces et services de proximité.

## Culture locale et patrimoine

### Lieux et monuments

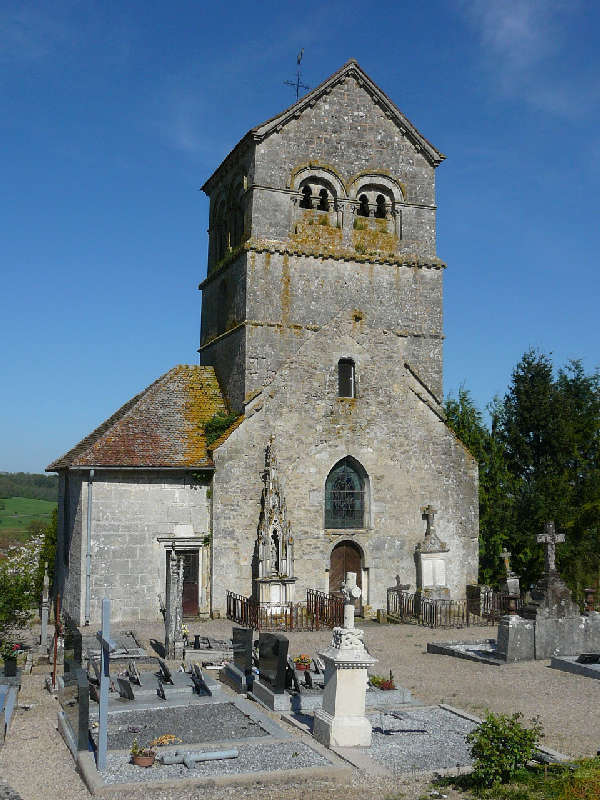
Église romane.
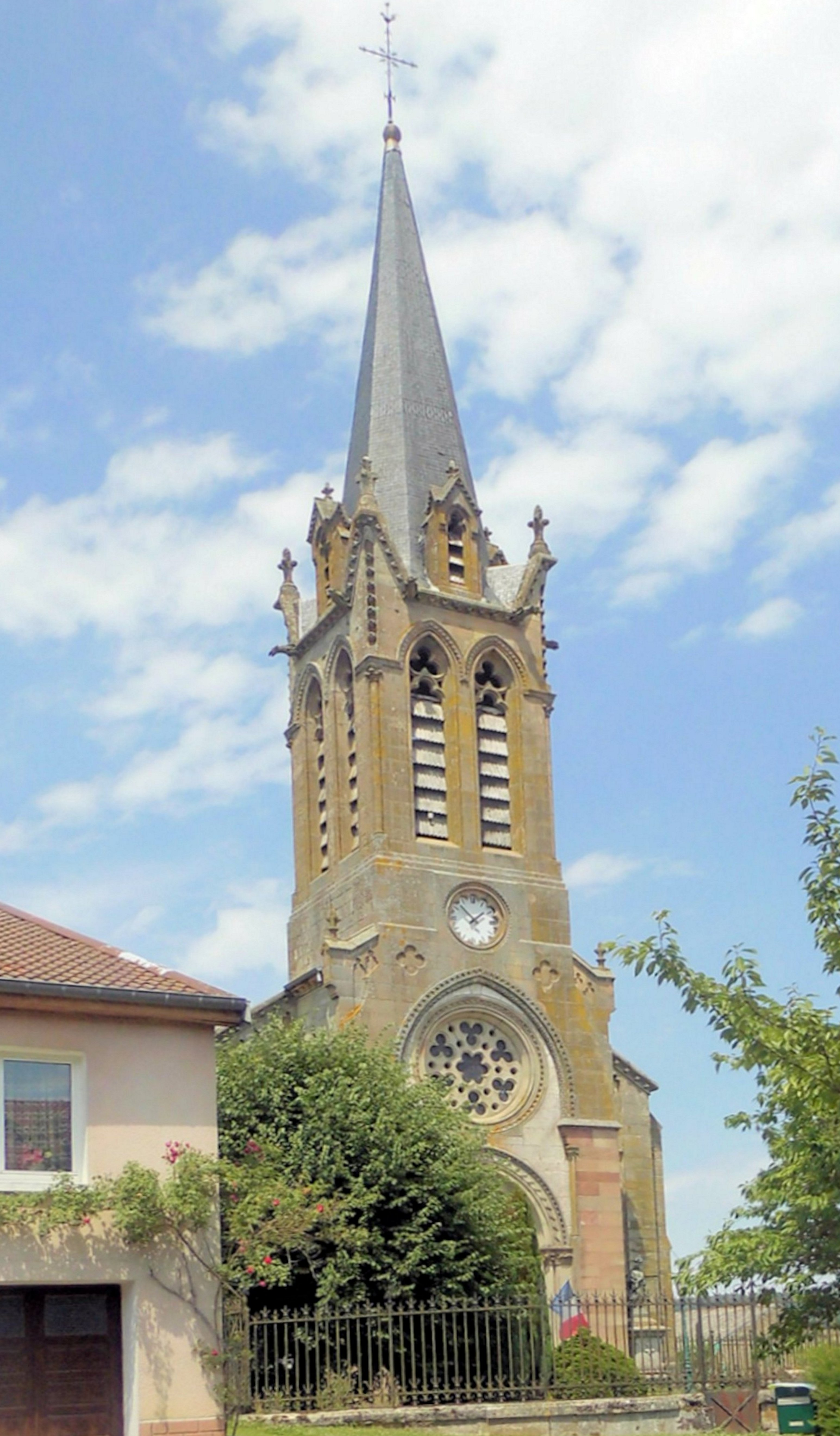
L'église Notre-Dame de l'Assomption.
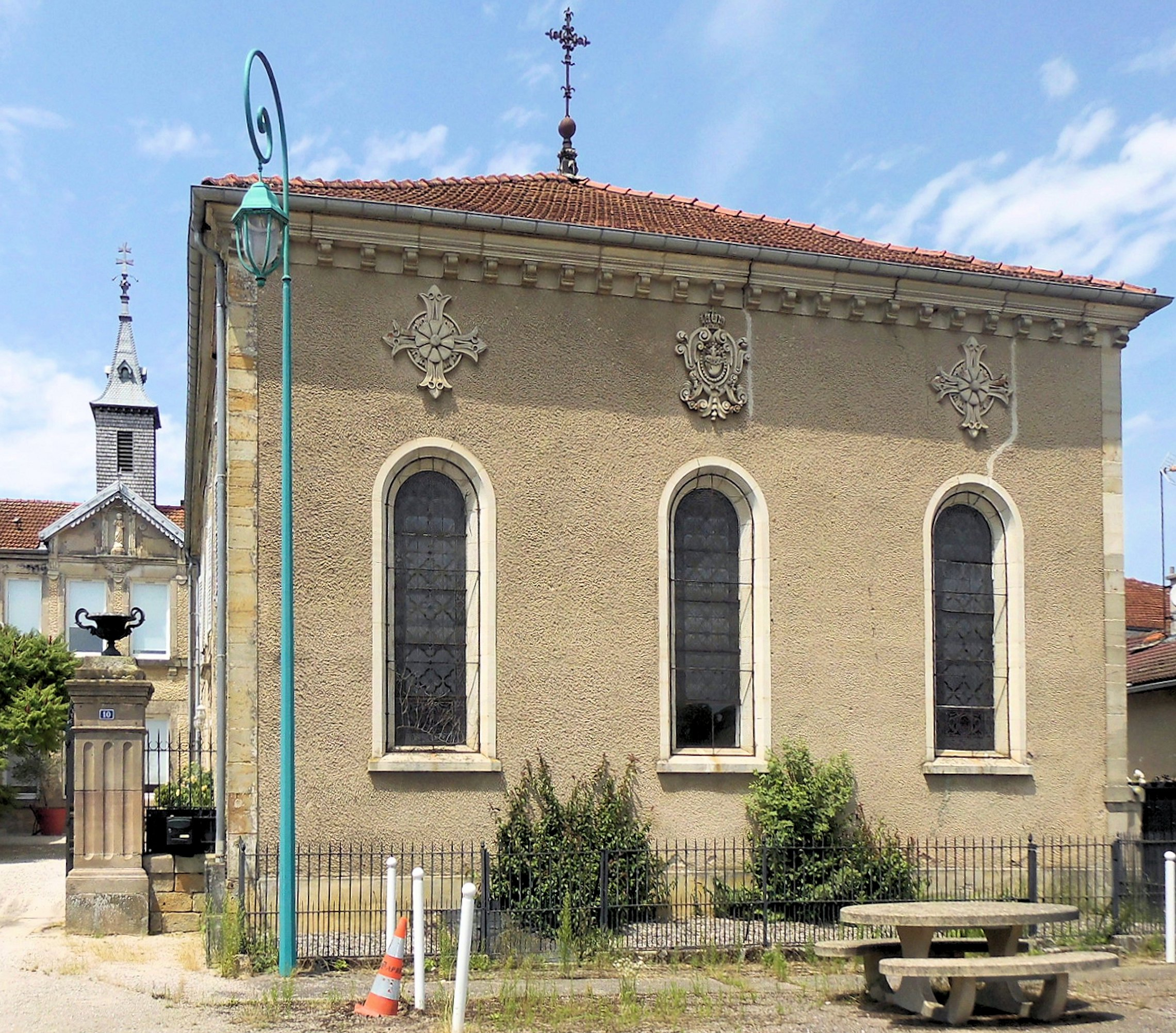
La chapelle de l'ancien orphelinat.

Patrimoine religieux :
- L'église romane Notre-Dame de l'Assomption classée au titre des monuments historiques par arrêté du 18 avril 1914[37],[38]. L'église de Médonville a été entièrement reconstruite en 1808. De l'ancienne on a cependant conservé la travée de choeur, sur laquelle s'élève le clocher et l'abside carrée qui la suit. C'est une très belle construction en pierre calcaire oolithique des environs de Neufchâteau. Description détaillée, plan et photos dans Églises romanes des Vosges[39]. Nombreuses photos couleurs sur le site Patrimoine de Lorraine[40].
- L'église Notre-Dame de l'Assomption[41].

Autel, retable, statues : Saints Apôtres (maître-autel).
Autel, retable (autel secondaire de saint Nicolas).
- La chapelle de l'ancien orphelinat[44].
- Ermitage de Notre-Dame-de-Lorette[45],[46].
- Villa Sainte-Thérèse[47] et sa chapelle[48],[49].
- Monument aux morts. Conflits commémorés : Guerre 1914-1918[50].
- Calvaire[51].

Patrimoine civil :
- Fontaine Jeanne d'Arc[52],[53].
- Patrimoine architectural rural recensé par le service de l'Inventaire général du patrimoine culturel[54] : Fermes[55],[56] et maisons[57].

### Personnalités liées à la commune
- Jules Aymé de la Herlière, député des Vosges né à Médonville.
- Albert Voilquin, député puis sénateur des Vosges né à Médonville.
- Hubert Voilquin, député des Vosges.
- M. l'abbé Joseph Gilbert, ecclésiastique, né à Médonville[58].
- Pierre Sébastien Barthélemy Thouvenel, sur le site personnel de Bernard Visse

### Héraldique, logotype et devise
Commune sans blason,.

## Pour approfondir